# Erwin Andersson
Karl-Ervin "Erwin" Andersson, född den 6 mars 1928 i Lomma församling i Malmöhus län, död där den 13 mars 1983, var en svensk målare.
Andersson ställde ut sin konst separat och i samlingsutställningar ett flertal gånger runt om i landet. Han tilldelades Ellen Trotzigs stipendium 1963, Malmöhus landstings stipendium och Lomma kommuns kulturstipendium 1980. Som illustratör har han illustrerat ett flertal böcker och han utgav 1983 boken Laxagrin. Andersson är representerad vid Moderna museet[källa behövs] i Stockholm och vid Malmö museum.